# Texas League
Die Texas League ist eine Baseball-Liga der Minor League, die in den südlichen Zentrum der Vereinigten Staaten operiert. Die Liga ist als Double-A-Liga eingestuft. Trotz des Namens der Liga sind nur die vier Teams der Sothern Division tatsächlich in Texas ansässig. Die vier Teams der Northern Division befinden sich in den umliegenden Staaten Oklahoma, Arkansas und Missouri. Die Liga hat ihren Hauptsitz in San Antonio.

## Geschichte
Die Liga wurde 1888 gegründet und lief bis 1892. Sie wurde 1895 als Texas Association, 1896 als Texas-Southern League und 1897 bis 1899 wieder als Texas League bezeichnet. Sie wurde 1902 als Class-D-Liga wiederbelebt und 1904 in die Class C versetzt. Im Jahr 1906 wurde die Liga wieder als Class D Liga geführt, bis sie 1907 wieder in die Class C verschoben wurde. Im Jahr 1920 spielte die Liga in der Class B und 1921 schließlich in der Class A. Die Texas League, wie viele andere auch, wurde während des Zweiten Weltkriegs geschlossen. Von 1959 bis 1961 gründeten die Texas League und die Mexican League die Pan American Association. Bis 1971 waren sowohl die Texas League als auch die Southern League auf sieben Mannschaften zurückgegangen.

## Teams ziehen um
In den letzten Jahren hat die Texas League viele Veränderungen erlebt. Die Teams, die einst als Jackson Mets, El Paso Diablos, Shreveport Captains und Wichita Wranglers bekannt waren, sind alle in neue Städte und größere Stadien umgezogen.
Im Jahr 2019 planen die San Antonio Missions den Umzug nach Amarillo, Texas. Die Colorado Springs Sky Sox der Pacific Coast League werden nach San Antonio umziehen und die Missions auf dem Triple-A Level fortzusetzen. Die "neuen" Missions werden in der Pacific Coast League spielen.